# Langbahn-Weltmeisterschaft 2022
Die Langbahn-Weltmeisterschaft 2022 war die 52. Auflage der FIM-Speedway-Langbahn-Weltmeisterschaft.
Die Weltmeisterschaft umfasste 6 Rennen, beginnend in Rzeszów, Polen bis zum finalen Lauf in Roden, Niederlande.
Roamano Hummel war der Titelverteidiger aus dem Jahr 2021. In diesem Jahr wurde er Fünfter.
Mathieu Trésarrieu aus Frankreich gewann den Titel mit 28 Punkten Vorsprung vor Zach Wajtknecht. Er siegte in drei Rennen und belegte zusätzlich noch zwei zweite Plätze und war somit der konstanteste Fahrer. Er gewann den WM-Titel zum zweiten Mal nach 2017.
Chris Harris war als Dritter ebenfalls auf dem Podium. Vierter wurde Lukas Fiehage aus Deutschland.

## Qualifikation
Die Teilnehmer qualifizierten sich entweder über die Meisterschaft aus dem Jahr 2021, die Longtrack Challenge oder sie erhielten eine Wild Card von der FIM.

## Veranstaltungsorte
| Rennen | Datum         | Veranstaltungsort | Sieger               |
| ------ | ------------- | ----------------- | -------------------- |
| 1      | 18. Juni      | Rzeszów           | Kenneth Kruse Hansen |
| 2      | 3. Juli       | Mühldorf am Inn   | Mathieu Trésarrieu   |
| 3      | 21. August    | Scheeßel          | Mathieu Trésarrieu   |
| 4      | 3. September  | Morizès           | Mathieu Trésarrieu   |
| 5      | 10. September | Vechta            | Zach Wajtknecht      |
| 6      | 25. September | Roden             | Zach Wajtknecht      |

## Endklassement
| Pos. | Fahrer               | Runde 1 | Runde 2 | Runde 3 | Runde 4 | Runde 5 | Runde 6 | Gesamt |
| ---- | -------------------- | ------- | ------- | ------- | ------- | ------- | ------- | ------ |
| 1    | Mathieu Trésarrieu   | 15      | 21      | 21      | 21      | 19      | 19      | 116    |
| 2    | Zach Wajtknecht      | 9       | 5       | 13      | 19      | 21      | 21      | 88     |
| 3    | Chris Harris         | 17      | 19      | 8       | 13      | 15      | 11      | 83     |
| 4    | Lukas Fienhage       | 5       | 13      | 15      | 17      | 17      | 15      | 82     |
| 5    | Romano Hummel        | 1       | 17      | 19      | 15      | 0       | 17      | 69     |
| 6    | Theo Pijper          | 11      | 10      | 11      | 11      | 10      | 8       | 61     |
| 7    | Kenneth Kruse Hansen | 21      | 11      | x       | x       | x       | 13      | 45+    |
| 8    | Hynek Štichauer      | 8       | 8       | 7       | 10      | 3       | 9       | 45     |
| 9    | Jakub Bukhave        | 4       | 9       | 17      | 3       | 5       | 4       | 42     |
| 10   | Stanisław Burza      | 19      | 2       | 4       | 4       | 11      | 1       | 41     |
| 11   | Mika Meijer          | 3       | 5       | 7       | 9       | x       | 3       | 27     |
| 12   | Jörg Tebbe           | 3       | x       | 10      | 2       | x       | 7       | 22     |
| 13   | Martin Malek         | 13      | 7       | x       | x       | x       | x       | 20     |
| 13   | Julien Cayre         | x       | x       | 2       | 8       | 8       | 2       | 20     |
| 15   | Tero Aarnio          | 10      | x       | 9       | x       | x       | x       | 19     |
| 16   | Dave Meijerink       | x       | x       | x       | x       | 13      | 5       | 18     |
| 17   | Stephan Katt         | x       | 15      | 0       | x       | x       | x       | 15     |
| 18   | James Shanes         | 7       | 4       | x       | x       | x       | x       | 11     |
| 19   | Jannick de Jong      | x       | x       | x       | x       | x       | 10      | 10     |
| 20   | Stéphane Trésarrieu  | x       | x       | x       | 9       | x       | x       | 9      |
| 21   | Daniel Spiller       | x       | x       | x       | x       | 7       | x       | 7      |
| 22   | Mathias Trésarrieu   | x       | x       | x       | 5       | x       | x       | 5      |
| 23   | Jake Mulford         | x       | x       | x       | x       | 4       | x       | 4      |
| 24   | Henry van der Steen  | x       | x       | 3       | x       | x       | x       | 3      |
| 25   | William Kruit        | x       | x       | x       | x       | 2       | x       | 2      |
| 25   | Fabian Wachs         | x       | x       | 1       | x       | 1       | x       | 2      |
| 25   | Marcin Sekulla       | 2       | x       | x       | x       | x       | x       | 2      |
| 28   | Jordan Dubernard     | x       | x       | x       | 1       | x       | x       | 1      |
| 28   | Charley Powell       | x       | 1       | x       | x       | x       | x       | 1      |
| 30   | Jens Benneker        | x       | x       | x       | x       | 0       | x       | 0      |

+ won run off for 7th place